# San Marcos (Californië)
San Marcos is een plaats (city) in de Amerikaanse staat Californië, en valt bestuurlijk gezien onder San Diego County.

## Demografie
Bij de volkstelling in 2000 werd het aantal inwoners vastgesteld op 54.977.
In 2006 is het aantal inwoners door het United States Census Bureau geschat op 76.501, een stijging van 21524 (39.2%).

## Geografie
Volgens het United States Census Bureau beslaat de plaats een oppervlakte van
61,7 km², waarvan 61,5 km² land en 0,2 km² water. San Marcos ligt op ongeveer 173 m boven zeeniveau.

## Plaatsen in de nabije omgeving
De onderstaande figuur toont nabijgelegen plaatsen in een straal van 16 km rond San Marcos.

## Belgian Waffle Ride
San Marcos is de startplaats van een van de grootste gravelraces. Net als de Vlaamse klassiekers in het wegwielrennen, vormt deze wedstrijd het begin van het gravelseizoen. In 2023 startte de 12e editie in North City. Jasper Ockeloen werd tweede. Sinds de '20er jaren worden ook andere BWR races gehouden in meerdere VS-staten, Canada en Mexico.